# Commelina leiocarpa
Commelina leiocarpa là một loài thực vật có hoa trong họ Commelinaceae. Loài này được Benth. mô tả khoa học đầu tiên năm 1846.